# Akira Toriyama
Akira Toriyama (鳥山 明?, Toriyama Akira; Nagoya, 5 aprile 1955 – Tokyo, 1º marzo 2024) è stato un fumettista e character designer giapponese.

Firma di Akira Toriyama

È divenuto celebre soprattutto per aver realizzato i manga Dragon Ball e Dr. Slump, quest'ultimo vincitore nel 1981 del Premio Shōgakukan per il miglior manga shōnen. Oltre ad aver scritto e disegnato tanti altri manga minori, è stato il character designer di molti celebri videogiochi, tra cui Dragon Quest, Chrono Trigger, Blue Dragon, Dragon Ball Legends e Dragon Ball Z: Kakarot.
Toriyama è considerato uno degli artisti che hanno cambiato la storia dei manga, in quanto i suoi lavori hanno influenzato notevolmente le generazioni successive di mangaka che hanno infatti citato Dragon Ball come fonte d'ispirazione per le loro opere. Ha inoltre ottenuto il Grand Prix alla carriera. Nel 2024 è stato inserito nella Hall of Fame degli Harvey Awards.

## Biografia

### Primi anni
Nasce a Nagoya, nella prefettura di Aichi, il 5 aprile 1955. Già in giovane età si appassiona al disegno, durante le scuole elementari. Uno dei motivi che lo spingono a disegnare è la visione de La carica dei 101 e poco tempo dopo, grazie ad una illustrazione del cartone animato della Disney, vince un premio d'arte locale. Decide quindi di iscriversi ad una delle scuole più prestigiose di disegno industriale di Tokyo, la Prefectural Industrial High School. Conseguito il diploma nel 1974, lavora per circa due anni come progettista di poster presso una rinomata industria di Nagoya in cui, anche se la sua abilità salta subito all'occhio, il suo estro viene limitato dai rigidi schemi della produzione industriale.
Dopo essersi dimesso inizia a dedicarsi ai manga, la sua vera grande passione. Propone un suo lavoro ad un concorso per dilettanti indetto dalla rivista Weekly Shōnen Jump allo scopo di vincere il premio in denaro. Nonostante non riesca a vincere, conosce Kazuhiko Torishima, che più avanti diventerà il suo editore, il quale lo sprona nel continuare la carriera di mangaka. Nel 1978 propone al medesimo concorso Wonder Island, con cui si aggiudica il primo premio e la pubblicazione; inizia quindi a lavorare per Shōnen Jump.

### Il successo internazionale
Il successo conseguente gli vale un contratto decennale con la Shūeisha. Per i due anni successivi Toriyama realizza quattro fumetti: il già menzionato Wonder Island, il suo seguito Wonder Island II, Today's Highlight Island e Tomato Police Woman, per i quali si occupa sia dei testi che dei disegni. La sua popolarità raggiunge un livello internazionale con la serializzazione su Jump della storia comica Dr. Slump. Inizialmente pensata come mini serie di quattro capitoli, la serie arriva infine a contare 18 volumi tankōbon, pubblicati dal 1980 al 1984, e fa ottenere a Toriyama lo Shogakukan Manga Award nel 1981. Per l'ideazione della serie e del protagonista, Toriyama si basa su Kazuhiko Torishima, all'epoca suo caporedattore, che l'autore descriveva scherzando come "un maniaco fissato con le ragazzine". Nello stesso anno viene prodotta una serie anime ispirata a Dr. Slump, trasmessa da Fuji Television fino al 1986, con un remake della serie che andrà in onda dal 1997 al 1999. Divenuto una delle colonne portanti di Shōnen Jump, gli viene commissionata la realizzazione di Akira Toriyama - Scuola di manga, in collaborazione con Akira Sakuma, un corso per aspiranti fumettisti pubblicato sulle pagine della rivista stessa. In questo periodo inoltre produrrà un buon numero di episodi autoconclusivi tutti raccolti nel primo volume di Toriyama World. Proprio due delle storie autoconclusive presenti all'interno di questo volume, Dragon Boy e The Adventure of Tongpoo, saranno il punto di inizio per il suo manga successivo: Dragon Ball.
Il primo capitolo di Dragon Ball viene pubblicato sul numero 51 di Shōnen Jump del 1984 e diventa rapidamente la serie più popolare di Toriyama. Con 159 milioni di copie vendute a febbraio 2014, è la seconda serie più venduta in Giappone dopo One Piece. L'opera andrà avanti per 11 anni, concludendosi nel 1995 con un totale di 519 capitoli raccolti in 42 tankōbon. Dragon Ball diventa uno dei manga più influenti e popolari della storia del fumetto giapponese e contribuisce addirittura ad aumentare le vendite della rivista su cui viene pubblicato. Il manga viene poi adattato in diverse serie anime, film, OAV e videogiochi. Con un numero di vendite pari a 230 milioni, esso diventa un fenomeno anche al di fuori del Giappone. Al termine del 42° volume Toriyama annuncia di aver voluto concludere Dragon Ball per "andare avanti con la vita". Lo stesso autore aveva tentato più volte di interrompere la serializzazione del manga, incontrando però la resistenza della casa editrice; per questa esasperazione era arrivato ad odiare i combattimenti che lui stesso disegnava durante l'ultima parte della serie. Nonostante gli impegni con Dragon Ball riuscirà comunque a disegnare altre storie autoconclusive, poi raccolte in altri due volumi di Toriyama World.

### DopoDragon Ball
Una volta concluso Dragon Ball, Toriyama si prende un lungo periodo di riposo dal disegno a causa della stanchezza accumulata nel corso dei dieci anni di serializzazione. Nonostante ciò si dedica alla sceneggiatura dello spin-off Dr. Slump colpisce ancora, lasciando la parte grafica a Katsuyoshi Nakatsuru e Takao Koyama. Il successo del manga è tale da indurre, nel 1997, la realizzazione di un remake dell'anime Dr. Slump, in cui Toriyama viene coinvolto per revisionare i testi. Dal 1996 al 1997 è impegnato anche con la supervisione di Dragon Ball GT, un sequel anime del manga, realizzato dalla Toei Animation. Dal 1998 al 2005 pubblica alcune storie brevi e miniserie, tra cui Cowa!, Kajika, Sand Land, Toccio the Angel e Nekomajin. Il 6 dicembre 2002 è il promotore della nuova rivista statunitense Shonen Jump di Viz Media, dove vengono pubblicati dal primo numero le serie Dragon Ball e Sand Land, oltre ad un'intervista col mangaka. Nel 2006 pubblica, insieme all'autore di One Piece Eiichirō Oda, un episodio autoconclusivo crossover tra Dragon Ball e One Piece intitolato Cross Epoch.
Nel 2008 Toriyama avvia una collaborazione con Masakazu Katsura, autore di serie come I''s e Zetman, che conduce alla pubblicazione della storia autoconclusiva di 53 pagine Sachie-chan's goo! sulla rivista Jump Square. In questa circostanza Toriyama si occupa della sola sceneggiatura, mentre Katsura è il disegnatore effettivo. I due danno vita ad una nuova collaborazione l'anno successivo col manga in tre capitoli Jiya, pubblicato dal numero 2-3 fino al numero 6 di Weekly Young Jump. Nel 2010 pubblica Kintoki nel numero 50 di Shōnen Jump.
Nel 2013 Toriyama disegna Oishī shima no Ū-sama, un manga commissionato da Anjo's Rural Society Project, un'organizzazione no-profit impegnata in una campagna di sensibilizzazione su tematiche ambientaliste. La storia viene distribuita dalla stessa città di Anju in un booklet omaggio di 24 pagine durante una serie di eventi legati all'ambiente. Nello stesso anno pubblica dal numero 33 di Weekly Shōnen Jump, per festeggiare i 45 anni della rivista, il manga Jaco the Galactic Patrolman composto da 11 capitoli più un bonus presente solo nelle edizioni tankōbon e kanzenban che presentano la madre di Son Goku. L'autore ha dichiarato che Jaco sarà l'ultimo manga che scriverà completamente da solo a causa dello sforzo richiesto non più conciliabile con la sua età avanzata. Partecipa inoltre come direttore creativo alla realizzazione del nuovo film d'animazione cinematografico su Dragon Ball, ovvero Dragon Ball Z: La battaglia degli dei, realizzato da Toei Animation insieme a 20th Century Fox. Sempre nel 2013 vince il premio speciale Grand Prix de la ville d'Angoulême per il quarantesimo anno della competizione. Nel 2015 partecipa nuovamente come direttore creativo del nuovo film di Dragon Ball intitolato Dragon Ball Z: La resurrezione di 'F', inoltre sempre dallo stesso anno contribuisce alla creazione della nuova serie animata di Dragon Ball e del suo manga, chiamata Dragon Ball Super. Il manga viene disegnato dal mangaka Toyotarō. Toriyama e Toyotarō realizzano insieme le storie di Dragon Ball Super e il character design dei personaggi.

### Altre attività
Oltre il suo lavoro come mangaka, Toriyama si è distinto anche per aver curato la parte grafica di diversi videogiochi, come Dragon Quest nel 1986, Chrono Trigger nel 1995, Tobal No. 1 e Tobal 2, rispettivamente nel 1996 e nel 1997, e il videogioco di ruolo Blue Dragon nel 2006. Per quest'ultimo videogioco, Toriyama ha collaborato con Hironobu Sakaguchi e Nobuo Uematsu, con cui aveva lavorato in precedenza anche a Chrono Trigger. L'autore è stato coinvolto anche nella realizzazione dell'anime; proprio a questo riguardo Toriyama ha annunciato che l'anime di Blue Dragon sarebbe stato, con ogni probabilità, l'ultimo che avrebbe realizzato: 
(Akira Toriyama)
È stato inoltre incaricato, insieme ad Eiichirō Oda, della realizzazione di alcuni personaggi del videogioco Gaist Crusher. Toriyama ha fondato nel 1982 un proprio studio, chiamato Bird Studio, gioco di parole sulla traduzione del cognome dell'autore: infatti il kanji tori (鳥?) significa "uccello" (bird in inglese). Lo studio ha prodotto alcuni one-shot e manga non serializzati, oltre a varie illustrazioni. Avex Trax ha commissionato a Toriyama il ritratto della cantante pop Ayumi Hamasaki, ritratto che fu poi stampato sul CD del singolo del 2009 Rule/Sparkle e che fu poi usato nella colonna sonora del film live action Dragonball Evolution, di cui Toriyama è stato anche un collaboratore per la sceneggiatura.
Nel 2005 Toriyama ha realizzato il design di una macchina elettrica della CQ Motors, per il quale l'artista ha impiegato oltre un anno di tempo per lo sviluppo. Nel 2011 ha collaborato con Shōnen Jump alla creazione di un video che incoraggiasse il supporto alle vittime del terremoto e maremoto del Tōhoku.

### Morte
L'8 marzo 2024, Bird Studio e Capsule Corp Tokyo diffondono un comunicato in cui viene dichiarato che il mangaka è deceduto il 1º marzo dello stesso anno a causa di un ematoma subdurale acuto all'età di 68 anni. Fonti vicine a Toriyama, riportate dalla stampa giapponese, hanno parlato di un intervento chirurgico programmato e presumibilmente eseguito nel febbraio 2024 a causa di un tumore cerebrale, da cui il mangaka sarebbe stato affetto, le cui complicanze avrebbero causato il malore. Il funerale si è svolto in forma strettamente privata, alla presenza di familiari e pochi intimi.

## Stile ed influenze
Lo stile di disegno di Toriyama porta alla creazione di personaggi molto piccoli e cartooneschi con l'uso di forme principalmente rotonde. Infatti il suo tratto viene descritto come "molto personale e facilmente riconoscibile" diventando uno dei fattori di popolarità di Dr. Slump e Dragon Ball. Questa peculiarità si deve all'influenza che Astro Boy di Osamu Tezuka e il film d'animazione Disney La carica dei 101, che lui ricorda principalmente per l'alta qualità delle sue animazioni, hanno avuto nella sua infanzia. A risentire della sua maniera non sono solo i personaggi, ma anche i veicoli, disegnati appositamente in un'efficace stile cartoonesco sia per ridurre l'ammontare di tempo necessario a disegnarli sia per adattarli alla storia. Per i veicoli d'invenzione, l'ispirazione di Toriyama è riconducibile principalmente ai mecha senza restrizioni particolari sul disegno, mentre la resa dei veicoli reali gli è sempre stata più restrittiva. Nonostante i suoi disegni fossero adatti ad un manga comico, lo stesso non si può dire per Dragon Ball. Infatti, a differenza della gran parte degli shonen anni '80 e dei primi anni '90 in cui sono presenti personaggi principali molto mascolini come in Ken il guerriero e City Hunter, il protagonista Goku ha un tratto che ricorda molto quello usato durante Dr. Slump. Lo stesso Toriyama ha ammesso di essere andato contro il canone che vuole un personaggio forte molto grande fisicamente, disegnando molti dei personaggi più forti della serie di piccola stazza. Dragon Ball fu quindi l'unico manga di quegli anni caratterizzato da questo stile anche perché è disegnato da un autore dedito principalmente alle storie comiche. Nonostante ciò, lo stile di disegno dell'autore evolve durante la serie, con i personaggi che perdono la loro rotondità con la progressiva introduzione di un design più spigoloso che trasmette più energia e tensione. L'autore fu anche influenzato dall'animatore Toyoo Ashida e dall'anime di Dragon Ball, dal quale ha imparato alcune tecniche di colorazione che rendono le illustrazioni più nitide e vivaci.
Toriyama è stato il character designer dei personaggi e mostri per il videogioco Dragon Quest, uscito nel 1986, con uno stile che lo ha differenziato dagli altri videogiochi di ruolo del periodo. Da allora ha lavorato su ogni titolo della serie Dragon Quest. Yuji Horii, designer e scrittore degli scenari del gioco, prima spediva al mangaka le bozze dei personaggi e delle loro informazioni di base, il quale le ridisegnava e le rispediva ad Horii che le approvava definitivamente. Oltre i design di personaggi e mostri, il mangaka si è occupato anche del design di barche e navi in Dragon Quest VIII: L'odissea del re maledetto. Il personaggio di Slime è diventato una vera e propria mascotte per il franchise.
Dr. Slump è principalmente una serie comica, in cui sono molto presenti giochi di parole ed allusioni sessuali. Ma è anche presente una vena fantascientifica: sono presenti infatti alieni, animali antropomorfi, viaggi nel tempo e parodie di opere come Godzilla, Star Wars e Star Trek. Inoltre Toriyama qui ha preso spunto anche da persone da lui conosciute nella vita reale, inserendo personaggi come i suoi assistenti, sua moglie e alcuni colleghi (come Masakazu Katsura), ma soprattutto il suo editore Kazuhiko Torishima che funge da modello per l'antagonista principale della serie, Dr. Mashirito.
Quando Dragon Ball iniziò, l'autore si basò principalmente sul classico della letteratura cinese Il viaggio in Occidente, con Goku ispirato al personaggio di Sun Wukong mentre Bulma a Xuánzàng, mentre per lo stile dei combattimenti si rifece molto ai film di Jackie Chan, soprattutto il film di arti marziali Drunken Master. Una delle peculiarità di Toriyama era l'utilizzo dell'alfabeto occidentale per la scrittura delle onomatopee, che tradizionalmente sarebbero rese in katakana, e che catturarono da subito l'attenzione dell'editore Kazuhiko Torishima, il quale gli suggerì di utilizzare i katakana, ma il mangaka rimase fermo sulla sua decisione, trovando la sua scelta più originale. Toriyama continuò ad usare il suo stile prevalentemente comico per la prima parte del manga, cambiandolo però mentre la pubblicazione andava avanti e trasformando la storia in un "manga di combattimenti puro".

## Eredità culturale
Moltissimi mangaka si sono ispirati a Dragon Ball e hanno in Toriyama la loro principale ispirazione come Eiichirō Oda, Masashi Kishimoto, Hiro Mashima, Atsushi Suzumi, Tite Kubo, Kentarō Yabuki e Shinya Suzuki. Nel 2008, Oricon ha proposto un sondaggio sul mangaka preferito dalle persone, con Toriyama arrivato al secondo posto e al primo nel segmento dei maschi over 30. In un altro sondaggio riguardante il mangaka che ha cambiato la storia dei manga effettuato nel 2010, Toriyama è arrivato secondo dietro solo ad Osamu Tezuka. Ha vinto nel 2013 un Grand Prix alla carriera durante il 40º anniversario del Festival international de la bande dessinée d'Angoulême (lett. "Festival internazionale del fumetto di Angoulême"), ottenendo la maggior parte dei voti disponibili. Grazie al suo lavoro di design nell'ambito dei videogiochi, IGN ha inserito Toriyama al 74º posto nella "Top 100 Game Creators of All Time".

## Opere

### Manga

#### Serie
- Dr. Slump (1979-1984)
- Dragon Ball (1984-1995)
- Cowa! (1998)
- Kajika (1999)
- Sand Land (2000)
- Nekomajin (2005)
- Jaco the Galactic Patrolman (2013)

#### Raccolte
- Toriyama World (1983-1997)
- Akira Toriyama - Menu à la Carte (2008)

#### Storie brevi
- Awawa World (scritto nel 1977 e mai pubblicato)
- Nazo no Reinjakku (scritto nel 1978 e mai pubblicato)
- Wonder Island (1978)
- Wonder Island 2 (1979)
- Una giornata sull'isola Highlight (1979)
- Tomato Police Woman (1979)
- Pola & Roid (1981)
- Escape (1982)
- Pink: The Rain Jack Story (1982)
- Mad Matic (1982)
- Chobit (1983)
- Chobit 2 (1983)
- Dragon Boy (1983)
- The Adventure of Tongpoo (1983)
- Mister Ho (1986)
- Lady Red (1987)
- Il signorino Kennosuke (1987)
- Sonchoh (1988)
- Mamejiro (1988)
- Karamaru, limpido e sereno come il cielo (1989)
- Rocky (1989)
- Wolf (1990)
- Battleman F-1 GP (1990)
- Cashman il guerriero risparmiatore (1990-1991)
- Dub & Peter 1 (1992)
- Go!Go!Ackman (1993)
- Peke l'alieno (1996)
- Tokimecha (1997)
- Majin mura no Bubul (1997)
- Haigyo no Mahi Mahi (1999)
- Hyowtam (2000)
- Toccio the Angel (2003)
- Kochira Namekkusei Doragon Kōen mae hashutsujo (2006)
- Cross Epoch (2006) in collaborazione con Eiichirō Oda
- Dr. Mashirito & Abale-chan (2007)
- Sachie-chan's goo! (2008) in collaborazione con Masakazu Katsura
- Oishī shima no Ū-sama (2009)
- Jiya (2009) in collaborazione con Masakazu Katsura
- Kintoki (2010)

#### Altro
- Akira Toriyama - Scuola di manga (1985) in collaborazione con Akira Sakuma
- Mon Mon no sumō yūgi (1992) in collaborazione con altri autori
- Dr. Slump colpisce ancora (1994) come supervisore
- Shin chokin senshi Kyasshuman (1997-1998) come supervisore
- Bitch's Life Illustration File (2001) in collaborazione con altri autori
- Dragon Ball Super (2015) – soggetto e testi
- Dragon Ball Daima (2024) - storia e character design

### Videogiochi (Character design)
- Dragon Quest (serie)
- Dragon Quest Monsters (serie)
- Chrono Trigger
- Tobal No.1
- Tobal 2
- Blue Dragon
- Dragon Ball Online
- Dragon Ball Legends
- Dragon Ball FighterZ (personaggi originali e realizzazione dell'Androide C-21)
- Dragon Ball Z: Kakarot
- SAND LAND (26 aprile 2024)[63]